# Iglesia de San Pedro (Andahuaylas)
La Iglesia San Pedro de Andahuaylas es la principal iglesia en la ciudad homónima. Está bajo propiedad de la Iglesia católica. Está ubicada en El templo en la plaza de armas de Andahuaylas. Fue declarada Patrimonio Cultural de la Nación mediante la Ley N° 93-81 del 23 de septiembre de 1941.
La estructura cuenta con una torre de 24 metros de altura. En el interior tiene una escalera de piedra en forma de caracol con 56 gradas labradas. Los campanarios tienen 8,50 m de altura. Tiene altar de estilo barroco y púlpito, ambos a base de madera. Así como un escudo labrado en piedra y una cruz tallada en piedra.

## Galería

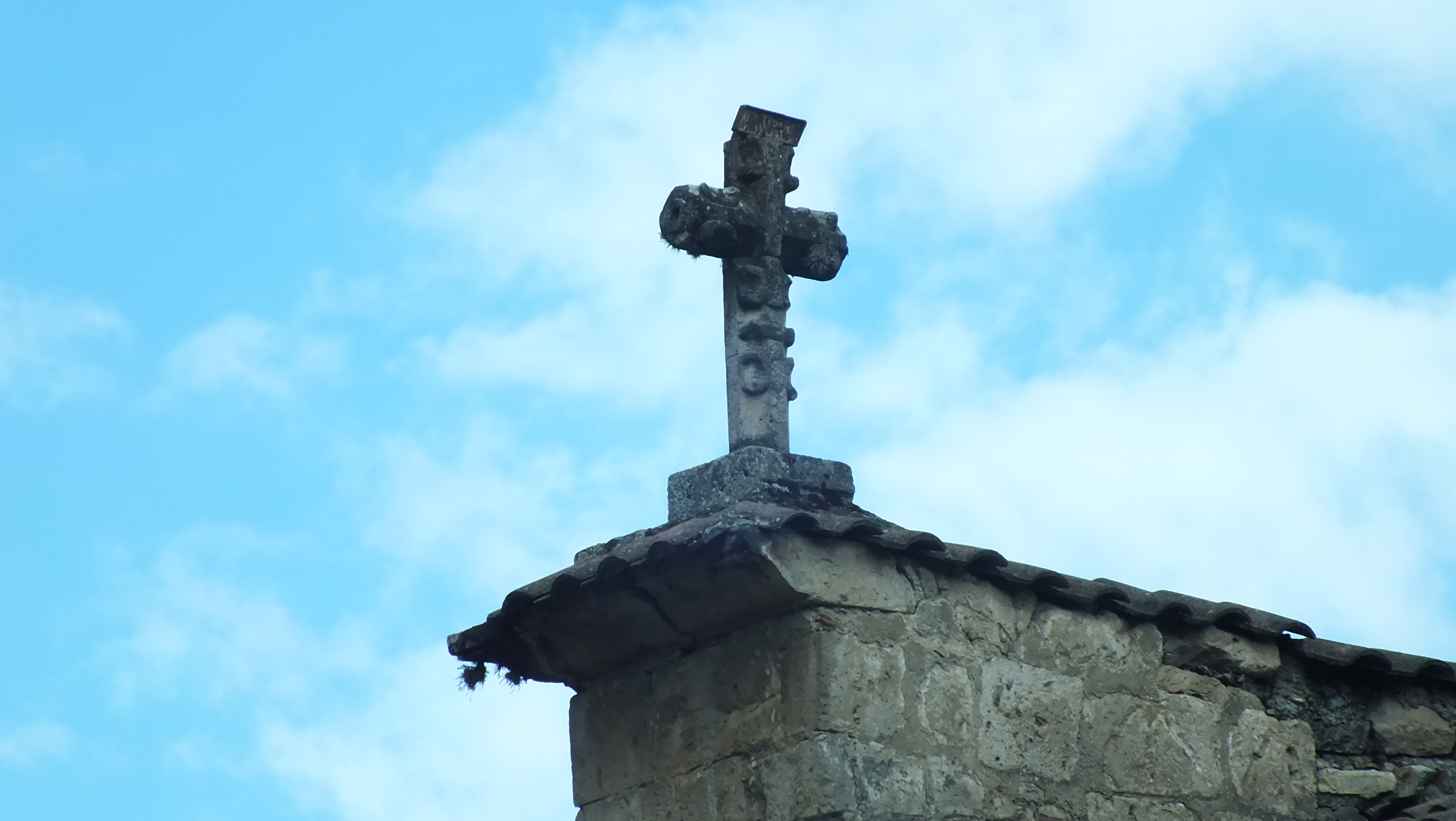
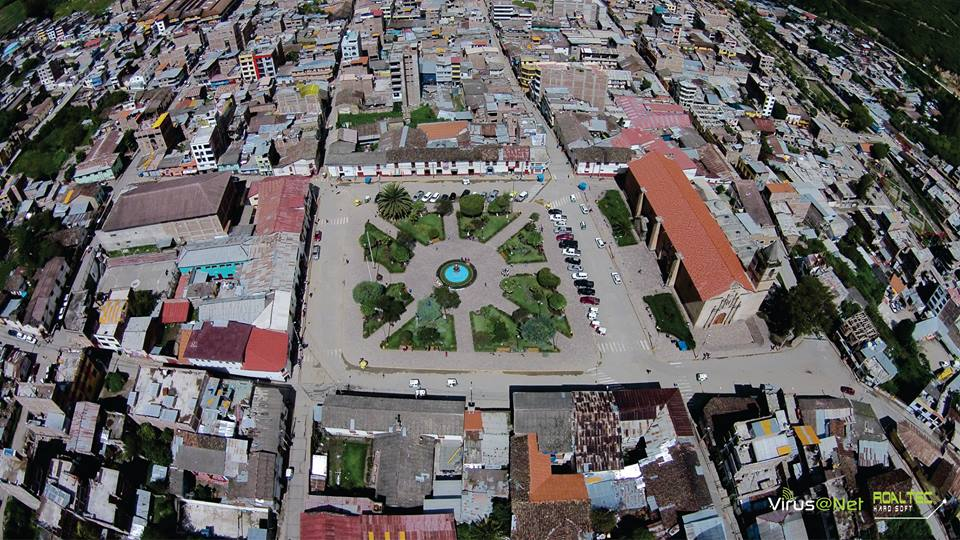